# Berta cea grasă (obuzier)
Obuzierul Berta cea grasă (în germană Dicke Bertha) a fost un tip de obuzier construit de fabricile de arme Krupp din Germania la începutul Primului Război Mondial.

## Numele
Obuzierul a fost proiectat în principal de directorul secției de proiectări al Krupp, profesorul Fritz Rausenberger, și predecesorul său, directorul Dräger. Unele surse indică faptul că numele Bertha ar veni de la Bertha Krupp, moștenitoarea imperiului industrial Krupp. 

## Istoricul proiectării
Geneza obuzierului vine din lecțiile învățate de către germani (și austrieci), de la Războiul ruso-japonez din 1904-1905. În timpul războiului, japonezii au demontat o serie de obuziere de apărare de coastă de 28-cm și le-au folosit pentru a ajuta la asediul bazei navale ruse fortificată de la Port Arthur. Aceasta a fost o noutate ca, până la acea dată, experții militari considerau că cele mai mari tunuri transportabile de asediu pot fi în jurul calibrului de 20 cm. Cu toate acestea, majoritatea țărilor europene nu a reușit să tragă învățăminte din lecția japoneză - în afară de, cum s-a menționat, germani și austrieci (și acesta din urmă a dezvoltat, de asemenea, o serie de arme supergrele transportabile pe drumuri publice  ca de exemplu obuzierul Schlanke Emma (Emma cea suplă) de 30,5 cm, obuzierul "Barbara" de 38 de cm, și obuzierul Gudrun).

## Caracteristicile obuzierului de 420 mm tip M
- Numele oficial : Kurze-Marine-Kanone 14 (Tun de marină scurt 14)
- Porecle : Dicke Bertha (Berta cea grasă), Fleissige Bertha (Berta cea tenace)
- Tip : obuzier greu
- Calibru : 420 mm
- Lungimea țevii: 5 m
- Bătaie : 9 300 m
- Greutatea unui obuzier în baterie: 42,6 tone
- Greutate obuz : 800 kg (cu încărcătură explozivă de la 100 la 140 kg)
- Viteza inițială a proiectilului: 333 m/s
- Cadență maximă: 10 lovituri pe oră
- Număr exemplare fabricate: 12

## „Bertha” în presa românească
Numele a fost folosit impropriu de presă pentru alte tunuri de mari dimensiuni, mai ales pentru tunul cu care a fost bombardat Parisul. 
În revista Muncă și Voe Bună nr. 12 din 15 iunie 1940, p. 28 apărea un articol cu titlul Tunuri gigantice în războiul de ieri și de azi - cazul „Berthei cea groasă", în care se relatau următoarele:
La 23 martie 1918, când războiul a intrat în ultima fază, Parisul a avut de suferit o nouă lovitură. În plină zi, în centrul orașului, a explodat un obuz de mărime nebănuită. Se spunea că un avion gigantic a trecut deasupra capitalei; alții credeau că inamicul a ajuns la porțile Parisului. La trei ore după explodarea primului obuz statul major francez știa că inamicul bombardează Parisul cu ajutorul unui tun gigantic așezat undeva, la o distanță de 120 sau 130 kilometri, iar 30 de ore mai târziu toată lumea știa nu numai despre existența tunului „Bertha cea groasă", dar și locul unde era instalat. Cu ajutorul matematicienilor, care au calculat traiectoria și direcția obuzelor, s'a aflat locul aproximativ unde se află instalat tunul gigantic. Ceilalți specialiști militari, fotografii, aviatorii etc. au descoperit tunul, într'o pădure din apropierea Laonu-lui. Artileria grea franceză a deschis focul împotriva „Berthei" și al patrulea obuz a pus capăt carierei tunului gigantic.
În primăvara anului 1916, fizicianul Eberhardt a prezentat uzinelor Krupp proiectul unui tun gigantic cu o rază de acțiune de peste 130 kilometri. Specialiștii militari au aprobat proiectul și tunurile au fost puse în construcție. Suma cheltuită pentru cele trei tunuri gigantice era de 70 milioane mărci! Rezultatele însă n'au corespuns așteptărilor. Obuzele gigantice au ucis în totul 256 oameni și au rănit 600. Au fost distruse câteva case, iar panica scontată și efectul psihologic de înspăimântare a populației, n'a corespuns așteptărilor.
După încheierea păcii, au fost cunoscute și datele tehnice ale tunului monstru. Fiecare gigant de acest fel nu putea trage mai mult de 50-60 lovituri, după care țeava tunului nu mai era bună de nimic. În acest fel, fiecare lovitură de tun costa 400 mii mărci!
Construcția tunului a durat doi ani de zile. Iar instalarea lui s'a făcut în cel mai mare secret, ea ne-fiind cunoscută nici de ofițerii statului major. Debutul „Berthei cea groasă" a fost așteptat cu mare nerăbdare, mai ales de direcția uzinelor Krupp. însăși Kaiserul Wilhelm însoțit de statul său major, au venit să asiste la prima lovitură de tun. Debutul a fost satisfăcător și Kaiserul a felicitat pe constructorii tunului. Mai târziu însă, în urma bombardamentului artileriei franceze, și retragerii armatei germane cele trei tunuri gigantice au fost duse în Germania și topite în uzinele Krupp. Nici un francez sau englez n'au reușit să vază tunul gigantic.
Abia în 1925 planurile de construcție ale tunului au fost publicate, dar unele detalii de construcție, și mai ales formula chimică a explozibilului întrebuințat, au rămas secrete până în zilele noastre.